# Vuelta al Algarve 2013
La 39.ª edición de la Vuelta al Algarve tuvo lugar del 14 de febrero al 17 de febrero de 2013 con un recorrido de 621,6 km, repartidos en 4 etapas (1 menos que en las últimas ediciones), entre Faro y Tavira.
La carrera formó parte del UCI Europe Tour 2012-2013, dentro de la categoría 2.1.
El vencedor fue el alemán Tony Martin, al ganar la contrarreloj de la última etapa. Lo siguieron en el podio su compañero de equipo Michał Kwiatkowski y Lieuwe Westra.
En las clasificaciones secundarias se impusieron Giacomo Nizzolo (puntos), Manuele Boaro (montaña), Hugo Sabido (sprints) y RadioShack Leopard (equipos).

## Equipos participantes
Tomaron parte en la carrera 21 equipos: 8 equipos de categoría UCI ProTeam; 5 de categoría Profesional Continental; y 7 de categoría Continental; y 1 selección nacional. Formando así un pelotón de 165 ciclistas, con 8 corredores cada equipo (excepto el Movistar, Saxo-Tinkoff y Radio Popular-Onda que salieron con 7), de los que acabaron 138. Los equipos participantes fueron:
| N.º     | Equipo                               | Cód. UCI | Categoría               |
| ------- | ------------------------------------ | -------- | ----------------------- |
| 1-8     | Omega Pharma-Quick Step Cycling Team | OPQ      | UCI ProTeam             |
| 11-18   | Sky Procycling                       | SKY      | UCI ProTeam             |
| 21-28   | Katusha                              | KAT      | Profesional Continental |
| 31-38   | Movistar Team                        | MOV      | UCI ProTeam             |
| 41-48   | Blanco Pro Cycling Team              | BLA      | UCI ProTeam             |
| 51-58   | RadioShack Leopard                   | RLT      | UCI ProTeam             |
| 61-68   | Euskaltel Euskadi                    | EUS      | UCI ProTeam             |
| 71-78   | Team Saxo-Tinkoff                    | TST      | UCI ProTeam             |
| 81-88   | Vacansoleil-DCM Pro Cycling Team     | VCD      | UCI ProTeam             |
| 91-98   | Topsport Vlaanderen-Baloise          | TSV      | Profesional Continental |
| 101-110 | An Post-ChainReaction                | SKT      | Continental             |
| 111-118 | Caja Rural                           | CJR      | Profesional Continental |
| 121-128 | Colombia                             | VCD      | Profesional Continental |
| 131-138 | Efapel-Glassdrive                    | EFG      | Continental             |
| 141-147 | UnitedHealthcare Pro Cycling Team    | UHC      | Profesional Continental |
| 151-158 | Carmim-Tavira                        | PRT      | Continental             |
| 161-168 | LA Aluminios-Antarte                 | LAR      | Continental             |
| 171-177 | Radio Popular-Onda                   | BOA      | Continental             |
| 181-188 | Louletano-Dunas Douradas             | LDD      | Continental             |
| 191-198 | OFM-Quinta da Lixa                   | OFM      | Continental             |
| 201-208 | Selección de Angola                  |          | Selección nacional      |

## Etapas

### Etapa 1, 14-02-2013:Faro–Albufeira, 198,8 km
|   | Ciclista         | Equipo                      | Tiempo          |
| - | ---------------- | --------------------------- | --------------- |
| 1 | Paul Martens     | Blanco                      | 5 h 07 min 15 s |
| 2 | Tiago Machado    | RadioShack Leopard          | m.t.            |
| 3 | Theo Bos         | Blanco                      | m.t.            |
| 4 | Giacomo Nizzolo  | RadioShack Leopard          | m.t.            |
| 5 | Thomas Sprengers | Topsport Vlaanderen-Baloise | m.t.            |

|   | Ciclista        | Equipo             | Tiempo          |
| - | --------------- | ------------------ | --------------- |
| 1 | Paul Martens    | Blanco             | 5 h 07 min 15 s |
| 2 | Tiago Machado   | RadioShack Leopard | a 4 s           |
| 3 | Eduard Vorganov | Katusha            | a 5 s           |
| 4 | Theo Bos        | Blanco             | a 6 s           |
| 5 | Amets Txurruka  | Caja Rural         | a 7 s           |

### Etapa 2, 15-02-2013:Lagoa-Lagoa, 195 km
|   | Ciclista        | Equipo             | Tiempo       |
| - | --------------- | ------------------ | ------------ |
| 1 | Theo Bos        | Blanco             | 4h 50min 15s |
| 2 | Giacomo Nizzolo | RadioShack Leopard | m.t.         |
| 3 | Bruno Sancho    | Carmim-Tavira      | m.t.         |
| 4 | Jesús Herrada   | Movistar           | m.t.         |
| 5 | Kris Boeckmans  | Vacansoleil-DCM    | m.t.         |

|   | Ciclista        | Equipo               | Tiempo          |
| - | --------------- | -------------------- | --------------- |
| 1 | Theo Bos        | Blanco               | 9 h 57 min 30 s |
| 2 | Paul Martens    | Blanco               | a 4 s           |
| 3 | Giacomo Nizzolo | RadioShack Leopard   | a 8 s           |
| 4 | Tiago Machado   | RadioShack Leopard   | m.t.            |
| 5 | Hugo Sabido     | LA Aluminios-Antarte | a 9 s           |

### Etapa 3, 16-02-2013:Portimão–Alto do Malhão, 196 km
|   | Ciclista       | Equipo             | Tiempo          |
| - | -------------- | ------------------ | --------------- |
| 1 | Sergio Henao   | Sky                | 4 h 53 min 15 s |
| 2 | Rui Costa      | Movistar           | a 3 s           |
| 3 | Lieuwe Westra  | Vacansoleil-DCM    | a 5 s           |
| 4 | Rigoberto Urán | Sky                | a 7 s           |
| 5 | Tiago Machado  | RadioShack Leopard | m.t.            |

|   | Ciclista       | Equipo             | Tiempo           |
| - | -------------- | ------------------ | ---------------- |
| 1 | Sergio Henao   | Sky                | 14 h 50 min 49 s |
| 2 | Rui Costa      | Movistar           | a 7 s            |
| 3 | Tiago Machado  | RadioShack Leopard | a 11 s           |
| 4 | Lieuwe Westra  | Vacansoleil-DCM    | m.t.             |
| 5 | Andreas Klöden | RadioShack Leopard | a 17 s           |

### Etapa 4, 17-02-2013:Castromarín–Tavira, 34,8 km (CRI)
|   | Ciclista             | Equipo                  | Tiempo       |
| - | -------------------- | ----------------------- | ------------ |
| 1 | Tony Martin          | Omega Pharma-Quick Step | 45 min 09 s  |
| 2 | Michał Kwiatkowski   | Omega Pharma-Quick Step | a 1 min 07 s |
| 3 | Jesse Sergent        | RadioShack Leopard      | a 1 min 15 s |
| 4 | Lieuwe Westra        | Vacansoleil-DCM         | a 1 min 16 s |
| 5 | Jonathan Castroviejo | Movistar                | a 1 min 30 s |

|   | Ciclista           | Equipo                  | Tiempo           |
| - | ------------------ | ----------------------- | ---------------- |
| 1 | Tony Martin        | Omega Pharma-Quick Step | 15 h 36 min 26 s |
| 2 | Michał Kwiatkowski | Omega Pharma-Quick Step | a 58 s           |
| 3 | Lieuwe Westra      | Vacansoleil-DCM         | a 59 s           |
| 4 | Denis Menchov      | Katusha                 | a 1 min 21 s     |
| 5 | Rui Costa          | Movistar                | a 1 min 26 s     |

## Clasificaciones finales

### Clasificación general
| Posición | Ciclista             | Equipo                  | Tiempo           |
| -------- | -------------------- | ----------------------- | ---------------- |
|          | Tony Martin          | Omega Pharma-Quick Step | 15 h 36 min 26 s |
| 2        | Michał Kwiatkowski   | Omega Pharma-Quick Step | a 58 s           |
| 3        | Lieuwe Westra        | Vacansoleil-DCM         | a 59 s           |
| 4        | Denis Menchov        | Katusha                 | a 1 min 21 s     |
| 5        | Rui Costa            | Movistar                | a 1 min 26 s     |
| 6        | Tiago Machado        | RadioShack Leopard      | a 1 min 30 s     |
| 7        | Jesse Sergent        | RadioShack Leopard      | a 1 min 40 s     |
| 8        | Jonathan Castroviejo | Movistar                | a 1 min 45 s     |
| 9        | Andreas Klöden       | RadioShack Leopard      | a 1 min 53 s     |
| 10       | Rigoberto Urán       | Sky                     | a 2 min 31 s     |

### Clasificación por puntos
| Posición | Ciclista        | Equipo             | Puntos |
| -------- | --------------- | ------------------ | ------ |
|          | Giacomo Nizzolo | RadioShack Leopard | 33     |
| 2        | Tiago Machado   | RadioShack Leopard | 30     |
| 3        | Sergio Henao    | Sky                | 25     |

### Clasificación de la montaña
| Posición | Ciclista         | Equipo             | Puntos |
| -------- | ---------------- | ------------------ | ------ |
|          | Manuele Boaro    | Saxo-Tinkoff       | 13     |
| 2        | Alejandro Marque | OFM-Quinta da Lixa | 12     |
| 3        | Sergio Henao     | Sky                | 9      |

### Clasificación de los sprints
| Posición | Ciclista        | Equipo               | Tiempo |
| -------- | --------------- | -------------------- | ------ |
|          | Hugo Sabido     | LA Aluminios-Antarte | 5      |
| 2        | Eduard Vorganov | Katusha              | 5      |
| 3        | Omar Fraile     | Caja Rural           | 4      |

### Clasificación por equipos
| Posición | Equipo                  | Tiempo           |
| -------- | ----------------------- | ---------------- |
|          | RadioShack Leopard      | 46 h 54 min 17 s |
| 2        | Omega Pharma-Quick Step | a 47 s           |
| 3        | Movistar                | a 1 min 01 s     |

## Evolución de las clasificaciones
| Etapa (Vencedor)              | Clasificación general | Clasificación por puntos | Clasificación de la montaña | Clasificación de los sprints | Clasificación por equipos |
| ----------------------------- | --------------------- | ------------------------ | --------------------------- | ---------------------------- | ------------------------- |
| 1.ª etapa (Paul Martens)      | Paul Martens          | Paul Martens             | Sérgio Paulinho             | Eduard Vorganov              | Blanco                    |
| 2.ª etapa (Theo Bos)          | Theo Bos              | Theo Bos                 | Manuele Boaro               | Hugo Sabido                  | Blanco                    |
| 3.ª etapa (Sergio Henao)      | Sergio Henao          | Giacomo Nizzolo          | Manuele Boaro               | Hugo Sabido                  | Sky                       |
| 4.ª etapa (CRI) (Tony Martin) | Tony Martin           | Giacomo Nizzolo          | Manuele Boaro               | Hugo Sabido                  | RadioShack Leopard        |
| Clasificación final           | Tony Martin           | Giacomo Nizzolo          | Manuele Boaro               | Hugo Sabido                  | RadioShack Leopard        |